# Suad Sahiti
Suad Sahiti (mac. Суад Сахити, ur. 6 lutego 1995 w Belgradzie) – kosowski piłkarz występujący na pozycji pomocnika lub napastnika w HNK Šibenik.

## Kariera klubowa
Wychowanek klubu KF Hajvalia z miejscowości Hajvalia, stanowiącej południowe przedmieścia Prisztiny. W wieku 16 lat został zaproszony przez skauta Olympique Marsylia (Ligue 1) Lorika Canę na testy, po których pozostał w klubowej akademii przez niespełna rok. Po tym okresie zaoferowano mu profesjonalny kontrakt, który został odrzucony przez jego agenta. W kwietniu 2014 roku odbył testy w Standardzie Liège (Jupiler Pro League). W połowie tego samego roku rozpoczął karierę na poziomie seniorskim w macedońskim zespole FK Rabotniczki Skopje. 5 października 2014 zadebiutował w 1. MFL w meczu z FK Metałurg Skopje (2:1) i stał się od tego momentu podstawowym ofensywnym pomocnikiem. W sezonie 2014/15 wywalczył Puchar Macedonii po zwycięstwie w finale 2:1 nad FK Teteks. W lipcu 2015 roku zanotował pierwsze występy w europejskich pucharach w dwumeczu z Tallinna FC Flora (0:1, 2:0) w kwalifikacjach Ligi Europy 2015/16. Ogółem w latach 2014–2017 rozegrał dla FK Rabotniczki 57 ligowych spotkań i zdobył 7 goli.
Latem 2017 roku za kwotę 60 tys. euro przeniósł się do KF Skënderbeu. W barwach tego klubu w sezonie 2017/18 rozegrał 13 spotkań i wywalczył mistrzostwo i Puchar Albanii. W lipcu 2018 roku podpisał trzyletnią umowę z AE Larisa. 25 sierpnia zadebiutował w Superleague Ellada w wygranym 1:0 meczu przeciwko Apollonowi Smyrnis. W rundzie jesiennej sezonu 2018/19 zaliczył 8 występów i po sześciu miesiącach od przybycia opuścił klub z powodu narastających wobec niego zaległości finansowych. W lutym 2019 roku został graczem Septemwri Sofia, dla którego rozegrał na poziomie Pyrwej Ligi 8 spotkań i strzelił 1 gola. Po spadku klubu do Wtorej Ligi w połowie 2019 roku rozwiązał swój kontrakt.
W lipcu 2019 roku na zasadzie wolnego transferu został graczem Wisły Płock, z którą podpisał roczną umowę. 18 sierpnia 2019 zadebiutował w Ekstraklasie w przegranym 0:1 wyjazdowym meczu z Piastem Gliwice.

## Kariera reprezentacyjna

### Macedonia U-21
W marcu 2016 roku znalazł się w składzie reprezentacji Macedonii U-21 na mecze eliminacji Mistrzostw Europy 2017 z Islandią i Francją, w których nie wystąpił z powodu przedłużającej się procedury uzyskania macedońskiego paszportu.

### Kosowo
W listopadzie 2017 roku zaakceptował powołanie do seniorskiej reprezentacji Kosowa na mecz towarzyski z Łotwą w Mitrowicy (4:3). 13 listopada zadebiutował w barwach Kosowa, wchodząc na boisko w 75. minucie za Milota Rashicę.

## Życie prywatne
Brat Emira Sahitiego. Posiada obywatelstwo Albanii, Kosowa i Macedonii Północnej.

## Sukcesy
FK Rabotniczki Skopje
- Puchar Macedonii: 2014/15

KF Skënderbeu
- mistrzostwo Albanii: 2017/18
- Puchar Albanii: 2017/18